# Helen Hunt Jackson
Helen Hunt Jackson (seudónimo: H.H.; nacida como Helen Maria Fiske; 15 de octubre de 1830 – 12 de agosto de 1885) fue una poetisa y escritora estadounidense que abogó como activista por el buen trato a los nativos americanos de parte del gobierno de Estados Unidos. Describió los efectos adversos de las acciones gubernamentales en su historia Un Siglo de Deshonor (1881). Su novela Ramona (1884) dramatizó los maltratos del gobierno federal hacia nativos americanos en el sur de California tras la guerra entre México y Estados Unidos y atrajo una considerable atención a su causa. Comercialmente popular, se estima que ha sido reimpresa 300 veces.

## Primeros años
Helen Maria Fiske nació en Amherst, Massachusetts, hija de Nathan Welby Fiske y Deborah Waterman Vinal Fiske. Su padre era ministro, autor, y profesor de latín, griego, y filosofía en el Amherst College. Tuvo dos hermanos,  Humphrey Washburn Fiske (?–1833) y David Vinal Fiske (1829–1829), ambos fallecidos al poco tiempo de nacidos, y una hermana Anne. Fueron educados como unitarios.
Su madre falleció en 1844, cuándo Fiske tenía catorce años. Tres años más tarde, su padre murió. Él había proporcionado financieramente educación para Fiske e hizo arreglos para que un tío se preocupara de ella. Fiske asistió al Seminario Femenino de Ipswich y al Instituto Abbott, una escuela en la ciudad de Nueva York dirigida por el reverendo John Stevens Cabot Abbott. Fue compañera de clase de Emily Dickinson, también de Amherst; ambas fueron amigas y mantuvieron correspondencia por el resto de sus vidas, pero pocas de esas cartas han sobrevivido.

## Carrera

### Matrimonio, familia, y primeros escritos
En 1852, a la edad de 22 años, Fiske se casó con el Capitán de Ejército Edward Bissell Hunt. Tuvieron dos hijos, uno de los cuales , Murray (1853–1854), falleció de infante por una enfermedad al cerebro. Su marido falleció en octubre de 1863, en un accidente que ocurrió mientras se encontraba experimentando con una de sus propias invenciones marinas.[5] Su segundo hijo, Warren "Rennie" Horsford Hunt (1855–1865) murió a los 9 años de difteria en la casa de su tía en West Roxbury.
La mayoría de los primeros versos elegíacos de Hunt tuvieron su origen a raíz de su experiencia de pérdida y luto. Hasta entonces, su vida había sido absorbida por los deberes domésticos y sociales. Su carrera literaria real empezó cuando se fue a Newport, en el invierno de 1866. Su primer poema exitoso, "Coronation", apareció en The Atlantic tres años más tarde. Fue el comienzo de una conexión larga y fructífera con aquella revista, y luego con The Century, y con The Nation e Independent. Los años entre 1868 y 1870 los pasó viajando en Europa, donde continuó con su obra literaria. En 1872, visitó California por primera vez.
En el invierno de 1873–1874  estaba en Colorado Springs en el balneario de Siete Cataratas, buscando una cura para la tuberculosis, la cual era a menudo fatal antes de la invención de los antibióticos. Mientras se encontraba ahí, Hunt conoció a William Sharpless Jackson, un rico banquero y ejecutivo ferroviario. Se casaron en 1875 y  tomó el nombre Jackson, bajo el cual fue más conocida en sus posteriores escritos.
Publicó sus primeras obras de manera anónima, normalmente bajo el nombre "H.H." Ralph Waldo Emerson admiró su poesía, utilizando muchos de sus poemas en sus lecturas públicas, e incluyendo cinco de ellos en su antología Parnassus: An Antology of Poetry (1880).
Durante los dos años siguientes, publicó tres novelas en la anónima No Name Series, incluyendo Mercy Philbrick's Choice y Hetty's Strange History. También alentó una contribución de Emily Dickinson a la antología A Masque of Poets como parte de la misma serie.

### Activista por los nativos americanos
En 1879, los intereses de Jackson giraron hacia los nativos americanos después de oír una conferencia en Boston del jefe Standing Bear, de la tribu ponca, quien describió la extracción por la fuerza de los ponca de su reserva de Nebraska y transferencia a la de Quapaw en el territorio indio (Oklahoma), donde adolecieron enfermedades, inclemencias climáticas, y escasez de suministros. Molesta por el mal trato hacia los nativos por parte de agentes de gobierno, Jackson se convirtió en activista en su causa. Comenzó a investigar y denunciar al gobierno, circulando petitorios, recolectando dinero, y escribiendo cartas a The New York Times en nombre de la tribu ponca.
Escritora prolífica y fiera, Jackson se comprometió en acalorados intercambios con oficiales federales sobre las injusticias cometidas contra los ponca y otras tribus indias americanas. Entre sus objetivos especiales estaba el Secretario del Interior Carl Schurz, a quien una vez llamó "el mentiroso más hábil que había conocido". Expuso la vulneración de tratados con tribus indias americanas de parte del gobierno y documentó casos de corrupción de los agentes indios, oficiales militares, y colonos que usurparon territorios indios.
Jackson consiguió el apoyo de varios editores de periódicos que publicaron sus reportes. Entre ellos estaban el editor Willia  Hayes Ward del New York Independent, Richard Watson Gilder de The Century Magazine, y el editor Whitelaw Reid del Daily Tribune de Nueva York.

### Un Siglo de Deshonor

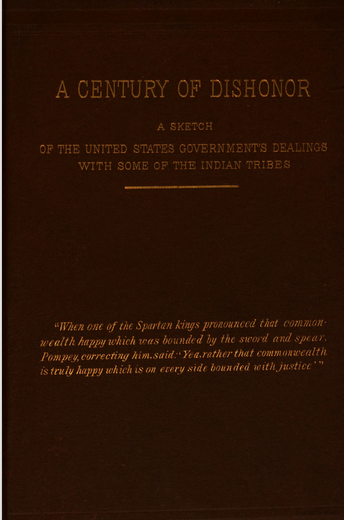
Un Siglo de Deshonor (1881)

Jackson escribió un libro, el primer publicado bajo su nombre propio, en que condenó las políticas indias a nivel estatal y federal, recapitulando una historia de tratados rotos. Un Siglo de Deshonor (1881) pidió reformar significativamente la política gubernamental hacia los nativos americanos. Jackson envió una copia a cada miembro del Congreso con una cita de Benjamin Franklin que imprimió en rojo en la cubierta: "Mirada vuestras manos: están manchadas con la sangre de vuestros parientes." The New York Times, aun así, sugirió lo siguiente en el obituario de Jackson:
...[Ella] pronto se hizo de enemigos en Washington por sus ataques a menudo desmedidos, y mientras en líneas generales ella  hizo algo de bien, su caso se debilitó por su incapacidad, en algunos casos, de sustanciar los cargos que hacía; por ello muchos quienes al principio mostraban simpatía terminaron alejándose.

### Cruzada india

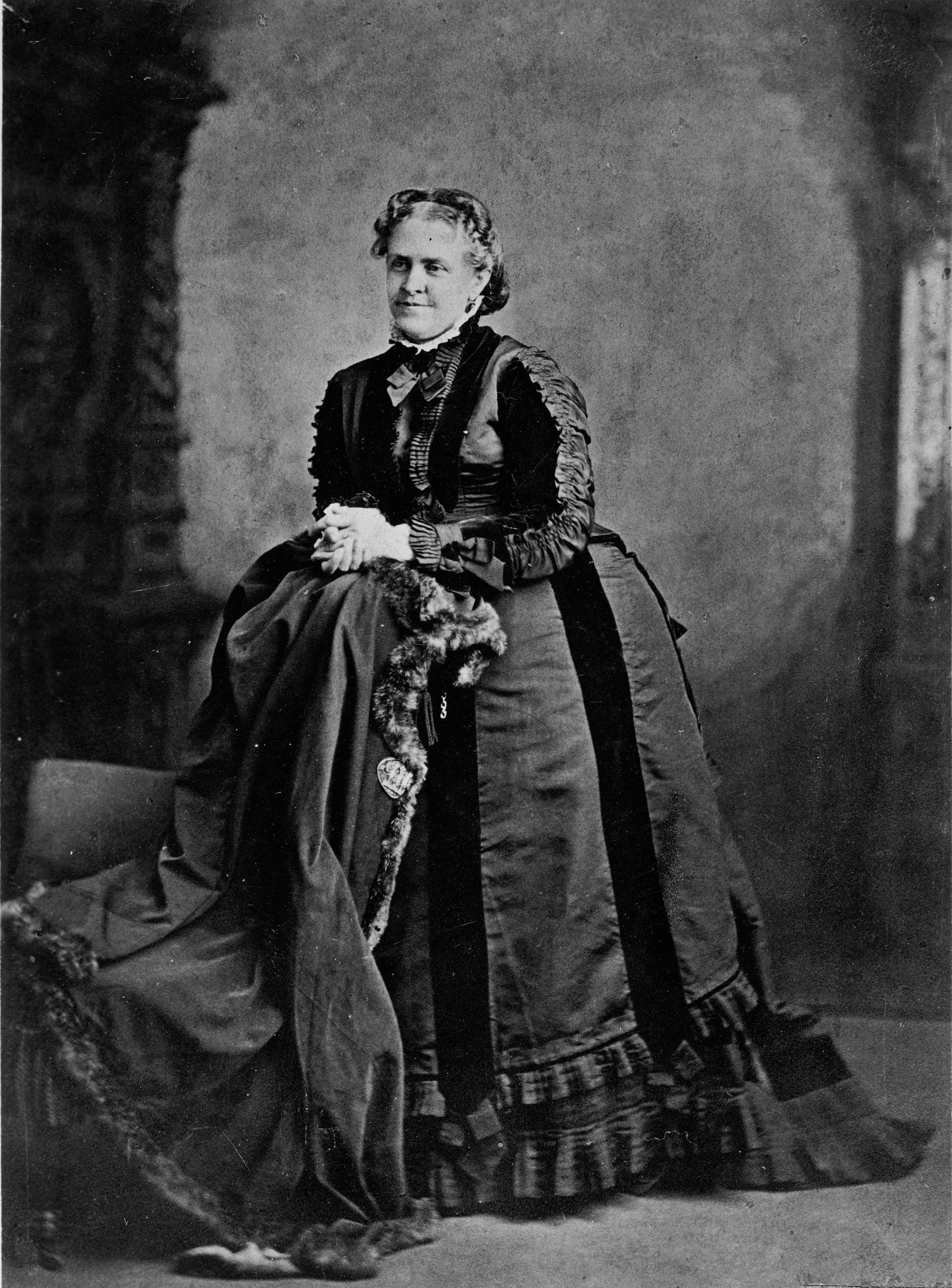
Helen Hunt Jackson, antes de 1885

Jackson se fue al sur de California. Habiendo estado interesada en las misiones del área y los indios de misión en una visita anterior, comenzó un estudio en profundidad. Mientras estaba en Los Ángeles, conoció a Don Antonio Coronel, exalcalde de la ciudad y una autoridad bien reconocida entre los californios, que había servido como inspector de misiones para el gobierno mexicano. Coronel le hablo sobre las malas condiciones de vida de los indios de misión después de 1833, lo que inspiró a Jackson a emprender acciones. El Comisionado para Asuntos Indios, Hiram Price, recomendado que se le designara como una agente del Departamento del Interior. La asignación de Jackson era para visitar los indios de misión, constatar la ubicación y condición de varios bandos, y determinar que tierras tendrían que ser adquirido para su utilización. Con la ayuda del agente indio Abbott Kinney, Jackson viajó por todo el sur de California y documentó las condiciones que observó. En un punto, contrató a una firma de abogados para proteger los derechos de una familia de indios Saboba frente al despojo de sus terrenos al pie de la sierra de San Jacinto.
En 1883, Jackson completó su informe de 56 páginas. Recomendó un extenso alivio de parte del gobierno para los indios de misión, incluyendo la compra de nuevas tierras para reservas y el establecimiento de más escuelas indias. Una ley que encarnaba sus recomendaciones fue aprobada por el Senado pero se rechazó en la Cámara de Representantes.

Jackson decidió escribir una novela para lograr una audiencia más amplia sobre el tema. Cuando le escribió a Coronel pidiendo detalles sobre la historia de California y cualesquier incidentes románticos que él pudiera recordar,  explicó su propósito:
Voy a escribir una novela, en la cual se pondrán algunas experiencias indias de tal manera de remecer los corazones del público. Las personas leerán una novela cuando no lean libros serios. 

Se inspiró en su amiga Harriet Beecher Stowe  y su libro La cabaña de tío Tom (1852). "Si  pudiera escribir una historia que haga por los indios una centésima parte de lo que La Cabaña del Tío Tom hizo por los negros, estaría agradecida por el resto de mi vida,"  escribió.

### Carrera posterior
A pesar de que Jackson empezó el esbozo en California,  comenzó a escribir la novela en diciembre de 1883 en su habitación de hotel en Nueva York, y lo completó en aproximadamente tres meses. Originalmente titulado En El Nombre de la Ley, fue publicado como Ramona (1884), el nombre de la protagonista. Presentaba a Ramona, una chica huérfana quién era mitad india y mitad escocesa, criada en la sociedad de españoles californios, a su marido indio Alessandro, y sus luchas por sus tierras. Los personajes se basaron en personas conocidas por Jackson e incidentes con los que se había encontrado. El libro consiguió un rápido éxito entre un público variado. Su historia romántica contribuyó al crecimiento turístico del sur de California, pues las personas quisieron ver los lugares descritos en la novela.
Después de que se casó con William Sharpless Jackson en Colorado en 1875, tomó su apellido y se hizo conocida como Helen Hunt Jackson. Uno de sus poemas más populares es Cheyenne Mountain, sobre la montaña en  Colorado Springs. Fue amiga con la también escritora  Flora Haines Loughead quién se preocupó de ella durante su enfermedad final.

Animada por la popularidad de su libro, Jackson planeó escribir un cuento infantil sobre temas indios, pero no vivió para completarlo. La última carta que escribió fue dirigida al presidente Grover Cleveland, a quien le decía:
Desde mi lecho de muerte le envío un mensaje de sentidos agradecimientos por lo que ya ha hecho por los indios. Le pido que lea mi Siglo de Deshonor. Agonizo más feliz ante la creencia que tengo que es vuestra mano la que está destinada a dar el primer golpe firme hacia el levantamiento de esta carga de infamia de nuestro país y corrigiendo las injusticias de la raza india.

## Muerte y entierro

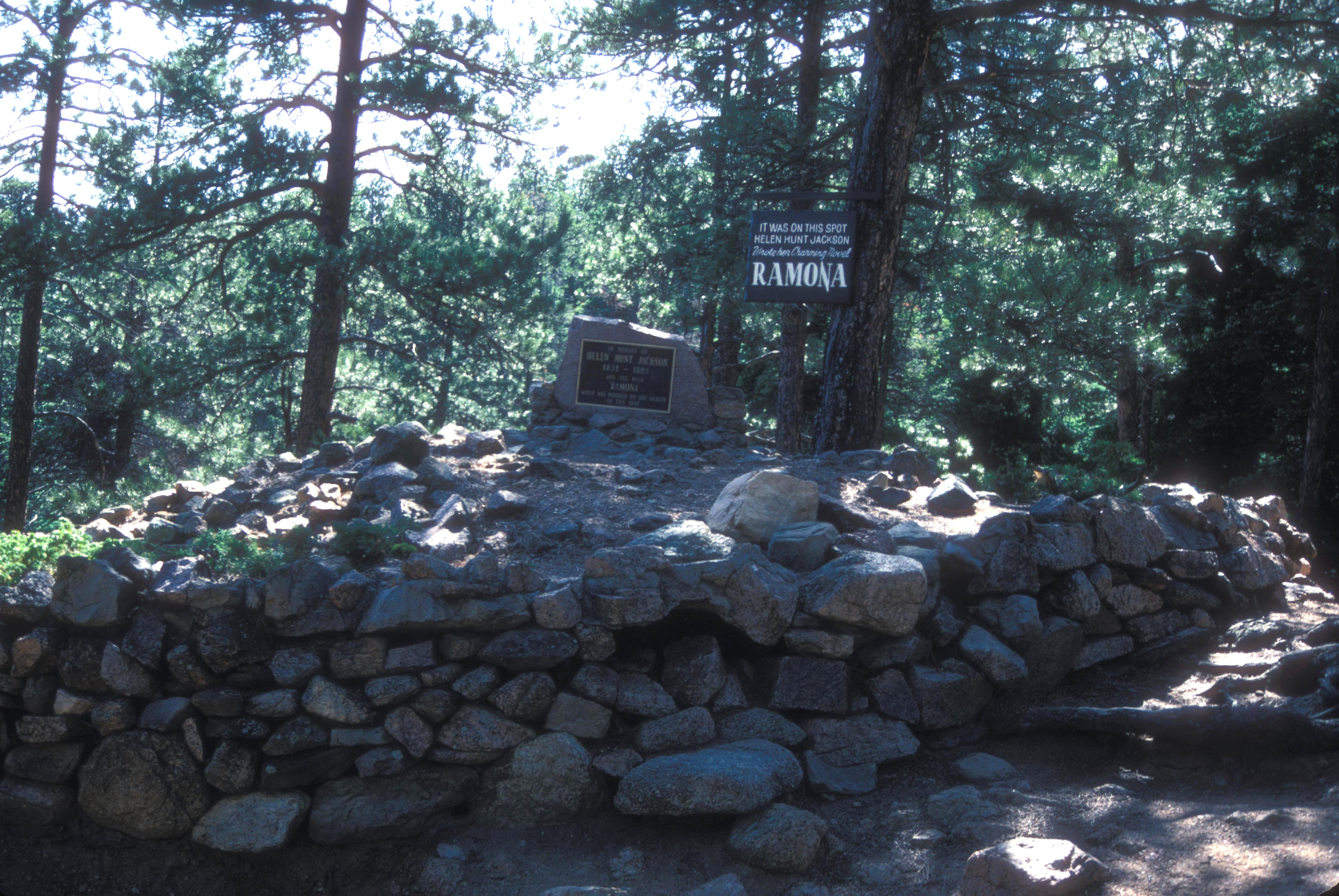
El sitio de la tumba de Hunt Jackson en Colorado Springs

Jackson murió de cáncer de estómago en 1885 en San Francisco. Su marido organizó su entierro en una parcela de un acre cercana a las Siete Cataratas en Inspiration Point que mira hacia Colorado Springs. Sus restos fueron más tarde movidos al Cementerio Evergreen en Colorado Springs. En el tiempo de su muerte, su fortuna estaba valorada en $12,642.

## Crítica
Un revisor de New York Times dijo de Ramona que "por lo que uno estima, el libro ha sido reimpreso 300 veces." Un año después de que la muerte de Jackson la North American Review describió Ramona como"indudablemente la mejor novela producida a la fecha por una mujer americana" y la nombró, junto con La cabaña del Tío Tom, como las dos novelas más éticas del siglo XIX. Sesenta años después de su publicación, 600 mil copias habían sido vendidas. Ha habido más de 300 reimpresiones y el libro nunca ha estado fuera de las imprentas.

La novela ha sido adaptada a otros géneros, incluyendo cuatro películas (la última en español), teatro y televisión. Valery Sherer Mathes evaluaba así a la escritora y su obra:
Ramona puede no haber sido otra Cabaña del Tío Tom, pero sirvió, junto con los escritos de Jackson sobre los indios de misión de California, como un catalizador para otros reformistas ....Helen Hunt Jackson se preocupó profundamente por los indios de California. Se preocupó lo suficiente como para socavar su salud mientras dedicaba los últimos años de su vida a mejorar sus vidas. Sus duraderos escritos, por tanto, proporcionaron un legado a otros reformistas, quienes apreciaron su trabajo lo bastante como para continuar su lucha y al menos traar de mejorar las vidas de los primeros habitantes de América.
Su amiga Emily Dickinson alguna vez describió las limitaciones literarias de Jackson: "tiene los hechos pero no la fosforescencia."
En una revisión de una versión cinematográfica, un periodista escribió sobre la novela, describiéndola como "el largo y lúgubre romance de Helen Hunt Jackson, sobre el cual América lloró innumerables galones en los años ochenta y noventa," y se quejó de "los tramos largos y sin acontecimientos notables de la novela."
Jackson escribió de sus últimas obras: "Mi Siglo de Deshonor y Ramona son las únicas cosas que he hecho de las cuales me alegro.... Vivirán, y... cosecharán frutos."

## Legado y honores
- La colección más grande de documentos de Helen Hunt Jackson está conservado en el Colorado College.[31]
- La Sucursal Helen Caza Jackson de la Biblioteca Pública de Los Angeles es un edificio de arquitectura neocolonial española construido en 1925. Está listado en el Registro Nacional de Sitios Históricos.
- Una porción de la casa de Colorado de Jackson ha sido reconstruida en el Museo de los Pioneros de Colorado Springs, siendo amoblada con sus posesiones.[32]
- Un colegio en Hemet, California, y una escuela elemental en Temecula llevan su nombre.
- El Ramona High School en Riverside y la Ramona Elementary en Hemet llevan el nombre de su personaje principal.
- Las cascadas Helen Hunt, localizadas en el parque Cañón de North Cheyenne en Colorado Springs, fue fueron bautizadas en su recuerdo.
- Una escuela primaria en Colorado Springs lleva su nombre.
- Hunt fue inducida al Salón de la Fama de las Mujeres de Colorado en 1985.[33]

## Obras seleccionadas

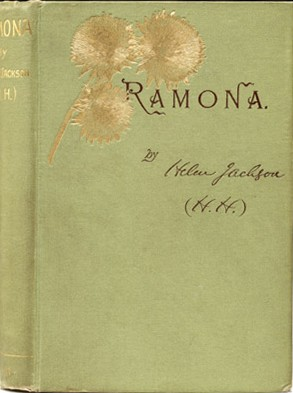
Ramona

- Bits of Travel (1872)
- Bits about Home Matters (1873)
- Saxe Holm's Stories (1874)
- The Story of Boon (1874)
- Mercy Philbrick's Choice (1876)
- Hetty's Strange History (1877)
- Bits of Talk in Verse and Prose for Young Folks (1876)
- Bits of Travel at Home (1878)
- Nelly's Silver Mine: A Story of Colorado Life (1878)
- Letters from a Cat (1879)
- A Century of Dishonor (1881)
- Ramona (1884)
- Zeph: A Posthumous Story (1885)
- Glimpses of Three Coasts (1886)
- Between Whiles (1888)
- A Calendar of Sonnets (1891)
- Ryan Thomas (1892)
- The Hunter Cats of Connorloa (1894)
- Poems by Helen Jackson Roberts Bros, Boston (1893)
- Pansy Billings and Popsy: Two Stories of Girl Life (1898)
- Glimpses of California (1914)